# Leichtathletik-Weltmeisterschaften 2013/Teilnehmer (Mexiko)
| Gelbes Symbol für Goldmedaillen mit stilisierten Olympischen Ringen | Graues Symbol für Silbermedaillen mit stilisierten Olympischen Ringen | Braundes Symbol für Bronzemedaillen mit stilisierten Olympischen Ringen |
| ------------------------------------------------------------------- | --------------------------------------------------------------------- | ----------------------------------------------------------------------- |
| —                                                                   | —                                                                     | 1                                                                       |

Der Leichtathletik-Verband Mexikos stellte sechzehn Teilnehmer bei den Leichtathletik-Weltmeisterschaften 2013 in der russischen Hauptstadt Moskau.

## Ergebnisse

### Männer

#### Laufdisziplinen
| Athlet                | Disziplin   | Vorlauf      | Vorlauf | Halbfinale         | Halbfinale         | Finale             | Finale             |
| Athlet                | Disziplin   | Zeit         | Platz   | Zeit               | Platz              | Zeit               | Platz              |
| --------------------- | ----------- | ------------ | ------- | ------------------ | ------------------ | ------------------ | ------------------ |
| James Eichberger      | 800 m       | 1:47,96 min  | 32      | nicht qualifiziert | nicht qualifiziert | nicht qualifiziert | nicht qualifiziert |
| Diego Estrada         | 5000 m      | 13:48,30 min | 25      |                    |                    | nicht qualifiziert | nicht qualifiziert |
| Juan Luis Barrios     | 10.000 m    |              |         |                    |                    | DNF                | DNF                |
| José Antonio Uribe    | Marathon    |              |         |                    |                    | DNF                | DNF                |
| Diego Flores Hinojosa | 20 km Gehen |              |         |                    |                    | 1:26:46 h          | 32                 |
| Isaac Palma           | 20 km Gehen |              |         |                    |                    | 1:28:14 h          | 37                 |
| Horacio Nava          | 50 km Gehen |              |         |                    |                    | 3:58:09 h          | 32                 |
| Omar Segura           | 50 km Gehen |              |         |                    |                    | 3:58:34 h          | 35                 |
| Omar Zepeda           | 50 km Gehen |              |         |                    |                    | 3:50:43 h          | 19                 |

#### Sprung/Wurf
| Athlet       | Disziplin  | Qualifikation | Qualifikation | Finale             | Finale             |
| Athlet       | Disziplin  | Weite/Höhe    | Platz         | Weite/Höhe         | Platz              |
| ------------ | ---------- | ------------- | ------------- | ------------------ | ------------------ |
| Luis Rivera  | Weitsprung | 8,04 m        | 5             | 8,27 m             | Bronze             |
| Edgar Rivera | Hochsprung | 2,22 m        | 22            | nicht qualifiziert | nicht qualifiziert |

### Frauen

#### Laufdisziplinen
| Athletin          | Disziplin   | Vorlauf | Vorlauf | Halbfinale | Halbfinale | Finale       | Finale |
| Athletin          | Disziplin   | Zeit    | Platz   | Zeit       | Platz      | Zeit         | Platz  |
| ----------------- | ----------- | ------- | ------- | ---------- | ---------- | ------------ | ------ |
| Marisol Romero    | 10.000 m    |         |         |            |            | 32:16,36 min | 11     |
| Madaí Perez       | Marathon    |         |         |            |            | 2:34:23 h    | 7      |
| Yanelli Caballero | 20 km Gehen |         |         |            |            | 1:32:37 h    | 25     |
| Mónica Equihua    | 20 km Gehen |         |         |            |            | 1:36:46 h    | 52     |
| Lizbeth Silva     | 20 km Gehen |         |         |            |            | DSQ          | DSQ    |